# Ischnocnema nigriventris
Ischnocnema nigriventris é uma espécie de anfíbio  da família Brachycephalidae. Endêmica do Brasil, onde pode ser encontrada na Serra do Mar nos municípios de Bertioga, Santo André e Salesópolis, no estado de São Paulo.